# Mondo Cane
Mondo Cane is een Italiaanse documentaire uit 1962 geregisseerd door Paolo Cavara en Gualtiero Jacopetti. De film is opmerkelijk omdat hij wordt gezien als de eerste echte Mondofilm en dus bestaat uit sensationele beelden die bedoeld zijn om de kijkers te choqueren en verrassen. Hoewel de film beweert dat alle scènes écht zijn, werden toch een aantal taferelen in scène gezet en hoewel de film door zijn beelden als heel controversieel in Amerika werd gezien kreeg hij toch een Oscarnominatie (in de categorie  beste muziek, oorspronkelijk nummer) voor het nummer 'More'. De Amerikaanse versie van de film bevindt zich in het publiek domein.